# Berlin Westkreuz

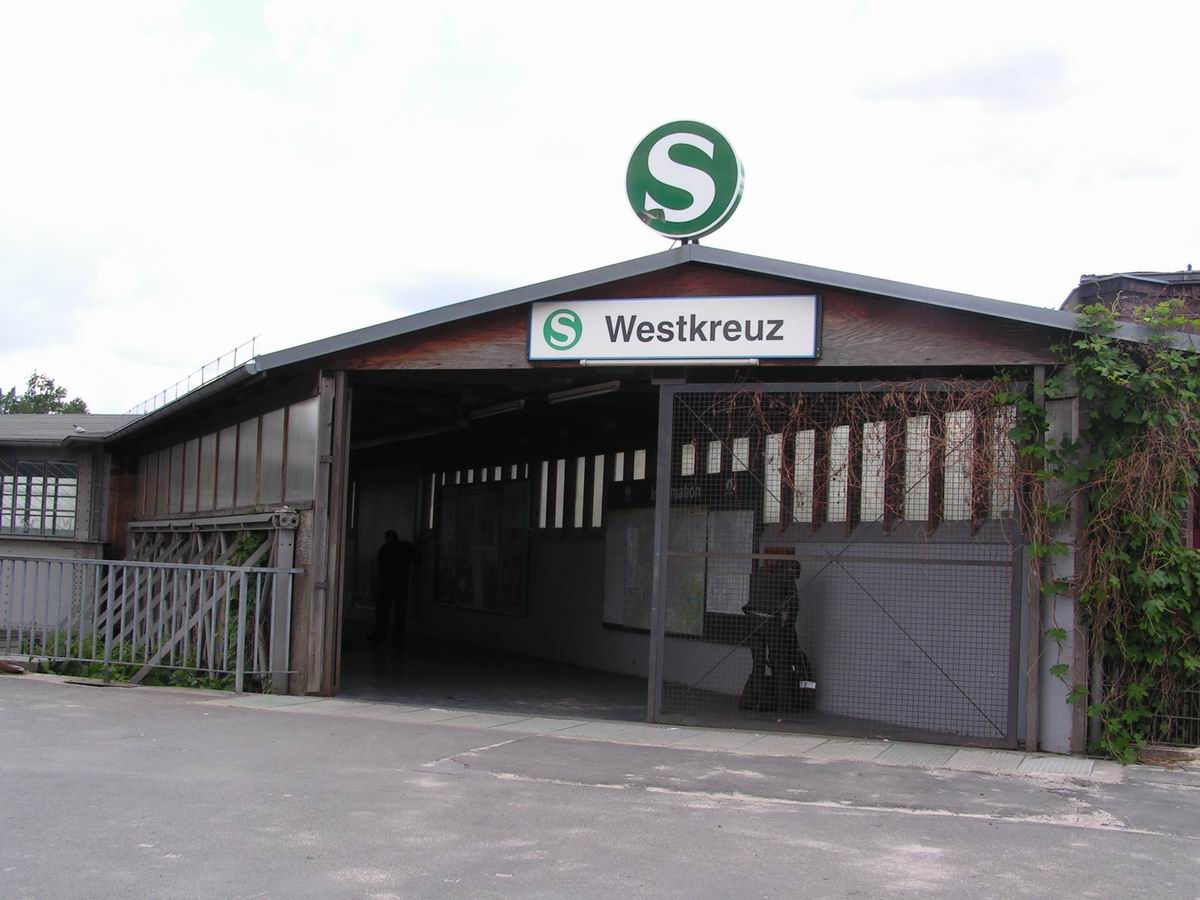
Jedyne wejście dworca

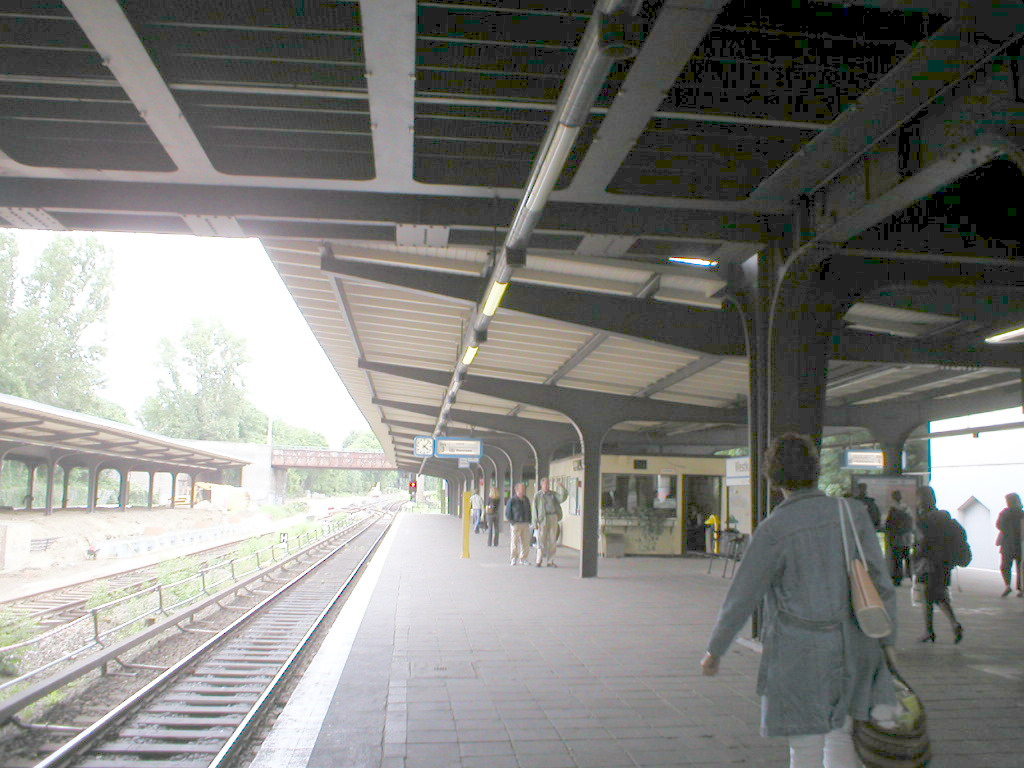
Południowy peron Stadtbahn w 2004, po lewej remontowany peron północny

Berlin Westkreuz – stacja S-Bahn w Berlinie, położona w okręgu administracyjnym Charlottenburg-Wilmersdorf. Stanowi jedną z dwóch (obok dworca Ostkreuz) stacji przesiadkowych między Koleją Obwodową a Stadtbahn.
W urzędowym spisie stacji dworzec Berlin-Westkreuz nosi oznaczenie BWKR z odmianami BWKRR dla Kolei Obwodowej oraz BWKRV dla Stadtbahn.

## Położenie i architektura
Westkreuz leży w bardzo słabo zamieszkanej okolicy, na granicy pomiędzy Charlottenburgiem i Wilmersdorfem. Droga do terenów targowych jest stosunkowo długa, lepszy dojazd do nich stanowią stacje Messe Süd (Eichkamp) (dawniej Eichkamp) oraz Messe Nord/ICC (dawniej Witzleben), jak również linie metra i autobusową. Stacja służy zatem zasadniczo jako węzeł przesiadkowy.
Stacja ma formę dworca wieżowego, co umożliwia krótkie drogi przesiadki we wszystkich kierunkach. Peron Kolei Obwodowej znajduje się całkowicie w przeszklonej hali o długości 161 i szerokości 22 m, poprzecznie pod nią znajdują się dwa perony Stadtbahn, zadaszone na prawie całej długości wiatami. Projektantem budynku wejściowego ze zintegrowaną wieżą nastawni był Richard Brademann. Ze względów statycznych (podmokły teren) budynek umieszczony został w północno-zachodnim narożu krzyżujących się peronów.

## Historia
Stacja została uruchomiona 10 grudnia 1928 pod nazwą Ausstellung (wystawa), w 1932 otrzymała obecną nazwę. Od początku istniały problemy z podłożem, na którym zbudowano stację, ma ono bowiem formę wypełnionej piaskiem rynny polodowcowej. Już w czasie budowy pojawiły się pęknięcia związane z nierównomiernym osiadaniem budowli, nastawnia wykazywała wyraźne odchylenie od pionu. Hala peronowa Kolei Obwodowej wykazywała różnice w osiadaniu poszczególnych części dochodzące do 50 cm, stąd też w czasie eksploatacji stacji wykonywano liczne poprawki. W 1968 Reichsbahn zapoczątkowała największą jak dotąd renowację – hala Kolei Obwodowej została uniesiona przy pomocy siłowników hydraulicznych, po czym zbudowano pod nią nowe głębokie fundamenty. Prace te trwały do 1976 r.
Po strajku kolejarzy berlińskiej S-Bahn w 1980 zamknięto ruch na Kolei Obwodowej, zaś na Stadtbahn panował bardzo niewielki ruch, także po przejęciu S-Bahn przez BVG.
Dopiero w 1989 Senat Berlina rozpoczął odbudowę Kolei Obwodowej, stwierdzono przy tym, że na dworcu Westkreuz konieczne są bardzo rozległe prace remontowe. W 1993 zburzono budynek wejściowy i charakterystyczną nastawnię, która poprzez odchylenie od pionu o 30 cm stanowiła potencjalne zagrożenie dla użytkowników. Perony dworca wyposażono w schody ruchome oraz windy. 17 grudnia 1993 otwarto ponownie pierwszy odcinek Kolei Obwodowej, tym samym Westkreuz stał się po 13 latach przerwy ponownie stacją przesiadkową. Swoiste kuriozum stanowił prowizoryczny drewniany peron, zbudowany przy przebiegającym w pobliżu stacji torze towarowym i służący między 27 czerwca 1994 i 31 maja 1997 do odprawy pociągów regionalnych z zachodnich przedmieść Berlina.
W ramach generalnego remontu Stadtbahn na dworcu Westkreuz trwały od 2004 roboty budowlane, obejmujące przebudowę torów oraz obu dolnych peronów, co powodowało częste zamykanie odcinków linii lub ograniczony ruch na nich. Prace zakończono przed Mistrzostwami Świata w Piłce Nożnej w 2006 r.